# Rico, Oskar und das Vomhimmelhoch
Rico, Oskar und das Vomhimmelhoch ist ein Roman von Andreas Steinhöfel aus dem Jahr 2017. Es ist der vierte Band der Reihe um Rico und Oskar nach Rico, Oskar und die Tieferschatten (2008), Rico, Oskar und das Herzgebreche (2009) und  Rico, Oskar und der Diebstahlstein (2011). Die Reihe erscheint im Carlsen Verlag und wird ab 10 Jahren empfohlen.

## Handlung und Erzählweise
Die Handlung beginnt einige Monate nach dem Ende des Vorgängerbandes. Der „tiefbegabte“ Rico und sein hochbegabter Freund Oskar bereiten sich auf den Weihnachtsabend vor, während über Berlin ein Schneesturm aufzieht. In drei Rückblicken erzählt Rico, was sich in der Zwischenzeit ereignet hat: Während Oskar im Urlaub in Dänemark war, hatte sich Rico mit einer Gruppe Kinder angefreundet, die sich in einem verlassenen Hinterhof in der Nachbarschaft trafen; diese sind der Anführer „der Checker“ (sein richtiger Name bleibt unerwähnt), der türkischstämmige und leicht arrogante Nuri, der sich allerdings für deutsche Gedichte begeistert, dessen jüngere Schwester Samira, die niemals spricht, Sarah, die sich schnell mit Rico anfreundet, die thailändischstämmige Soo Min, die wie auch Oskar sehr viel zu wissen scheint und zum Schluss der Lawottny, ursprünglich ein Junge, der mit Rico aufs Förderzentrum geht und als Angebertyp dargestellt wird, dann aber vom Checker erwischt und Teil der Gruppe wird. Nach Oskars Rückkehr verbrachten sie gemeinsam einen glücklichen Spätsommer, bis sich die Gruppe über eine unbedachte Bemerkung und den Diebstahl eines Erinnerungsstücks zerstritt und auflöste. Am Weihnachtsabend versöhnen sich die Kinder, während sie eingeschneit in Ricos und Oskars Haus festsitzen. Während des Sturms bringt Ricos Mutter zu Hause ihr zweites Kind zur Welt. Zur selben Zeit wird das Kind einer obdachlosen Frau, der Oskar im Haus Unterschlupf gewährt hat, geboren. Am späten Abend beschließt Rico, für seine kleine Schwester die Ereignisse am Tag ihrer Geburt aufzuschreiben.
Wie die vorigen Bände ist Rico, Oskar und das Vomhimmelhoch aus Ricos Sicht verfasst und von seinen sprunghaften Gedankengängen sowie von seinen typischen Wortschöpfungen und erklärenden Einschüben geprägt.

## Entstehungsgeschichte und Fortsetzung
Ursprünglich hatte Steinhöfel die Serie als Trilogie geplant. Für eine Reihe von kurzen Animationsfilmen für die Sendung mit der Maus erfand er die sechs weiteren Kinder hinzu, die gemeinsam mit Rico und Oskar eine Bande bilden. Um die Hintergrundgeschichte dieser Kinder erzählen und ihre Charaktere besser ausgestalten zu können, als es in den Filmsequenzen möglich war, entschied sich Steinhöfel, ein viertes Buch zu schreiben.
Die Reihe wird durch den 2020 erschienenen fünften Band Rico, Oskar und das Mistverständnis abgeschlossen.

## Ausgaben
Die gebundene Ausgabe mit Illustrationen von Peter Schössow erschien im Carlsen Verlag (ISBN 978-3-551-55665-3). Im selben Jahr erschien ein Hörbuch, gelesen vom Autor, im Silberfisch Verlag (ISBN 978-3-86742-362-5).

## Theateradaption
Eine Theateradaption von Felicitas Loewe wurde am 25. November 2017 unter der Regie von Jan Gehler im Theater Junge Generation in Dresden uraufgeführt.